# Challenger ATP Club Premium Open 2004
Il Challenger ATP Club Premium Open 2004 è stato un torneo di tennis facente parte della categoria ATP Challenger Series nell'ambito dell'ATP Challenger Series 2004. Il torneo si è giocato a Quito in Ecuador dal 4 zl 10 ottobre 2004 su campi in terra rossa.

## Vincitori

### Singolare
Giovanni Lapentti ha battuto in finale  Răzvan Sabău con il punteggio di 6–4, 6–3

### Doppio
Santiago González /  Alejandro Hernández hanno battuto in finale  Łukasz Kubot /  Frank Moser con il punteggio di 2–6, 6–2, 6–4